# Maj-Britt Zacharias
Maj-Britt Zacharias (* 13. März 1973 in Hamburg) ist eine ehemalige deutsche Basketballspielerin.

## Laufbahn
Zacharias spielte beim Zweitligisten Eidelstedter SV und von 2000 bis 2002 mit dem SC Rist Wedel in der 1. Damen-Basketball-Bundesliga. Sie wurde wie auch ihre jüngere Schwester Ann-Christin Zacharias von Wedel ebenfalls im Europapokal eingesetzt. Im März 2001 stand sie mit Wedel im Endspiel um den DBB-Pokal, verlor dieses aber gegen Wuppertal. Später spielte sie bei der BG Hamburg West.